# والتر پاندیانی
والتر پاندیانی (اسپانیایی: Walter Pandiani‎؛ زادهٔ ۲۷ آوریل ۱۹۷۶) بازیکن فوتبال اهل اروگوئه است.

## باشگاهی
از باشگاه‌هایی که در آن بازی کرده‌است می‌توان به بیرمنگام سیتی، و اوساسونا، پنیارول، دپورتیوو لاکرونیا، ویارئال، اسپانیول، رئال مایورکا، لوزان-اسپورت، بیرمنگام سیتی، و اسپانیول اشاره کرد.

## تیم ملی
وی همچنین در تیم ملی فوتبال اروگوئه بازی کرده‌است.